# Hamada al-Omar
Hamada al-Omar (tiếng Ả Rập: حمادي العمر) là một ngôi làng Syria nằm trong phó huyện Uqayribat thuộc huyện Salamiyah tỉnh Hama. Theo Cục Thống kê Trung ương Syria (CBS), Hamada al-Omar có dân số 2.056 trong cuộc điều tra dân số năm 2004. Cư dân của nó phần lớn là người Hồi giáo dòng Sunni có tổ tiên được chuyển đổi từ đạo Hồi Ismaili Shia.